# ماریو توت
ماریو توت (تلفظ کرواتی [tô:t]؛ زاده ۲ ژوئن ۱۹۷۲)، مربی و بازیکن سابق فوتبال اهل کرواسی است که به عنوان مدافع چپ بازی می‌کرد.
وی به عنوان مدافع چپ برای Inter Zaprešić و NK Celje بازی کرده است. توت در ۲۶ سالگی بازنشسته شد و در آکادمی مربیگری فدراسیون فوتبال کرواسی ثبت‌نام کرد.
وی سه فصل از ۲۰۰۰ تا ۲۰۰۳، دستیار NK Brotnjo بود و بخشی از سه فصل موفق تاریخ این باشگاه است. تیم او، هر ساله در مسابقات مقدماتی اروپا حضور داشت. او با قبول مربیگری NK Brotnjo در سال ۲۰۰۳ و در ۳۱ سالگی، تبدیل به جوانترین مربی باشگاه‌های بوسنی تا آن زمان شد.
وی از سال ۲۰۰۶ تا ۲۰۰۸، هدایت تیم ملی زنان کرواسیرا برعهده داشت.
در فصل ۲۰۰۸–۲۰۰۹، او دستیار رییکا شد. رییکا آن فصل را به عنوان تیم سوم به پایان رساند و در مرحله مقدماتی لیگ اروپا در لوگزامبورگ و اوکراین بازی کرد.
وی در طول فصل ۲۰۱۰–۲۰۱۱، دستیار وحید خلیلهوژیچ در دینامو زاگرب بوده است. هنگامی که خلیلهوژیچ در اوایل مه ۲۰۱۱ برکنار شد؛ توت هدایت دینامو در مسابقات باقی مانده را برعهده گرفت. او با دینامو، NK Varaždin را با نتیجه ۲–۸ در فینال جام کرواسی ۲۰۱۰–۲۰۱۱ شکست داد و قهرمان این مسابقات شد.
وی سپس پیشنهاد مربیگری لوکوموتیو زاگرب را پذیرفت.
این مربی دارای گواهینامه یوفا در اوت ۲۰۱۲ به مالزی رفت تا جایگزین Wan Jamak Wan در کداح، یکی از بزرگ‌ترین تیم‌های تاریخ مالزی، شود. او تا پایان ژوئیه ۲۰۱۳، مربیگری این تیم را بر عهده داشت و تصمیم گرفت که قرارداد خود با کداح را تمدید نکند.
توت با هدایت Harbin Yiteng در سال ۲۰۱۴ و چانگچون یاتای در فصل ۲۰۱۵، دو فصل را در چین سپری کرد. او تنها مربی کروات است که سابقه هدایت دو تیم در سوپر لیگ چین را دارد.
در پایان سال ۲۰۱۶، توت سرمربی باشگاه حاضر در لیگ دسته اول کرواسی NK Istra 1961 شد و با نتایج خوب، سبب شکل‌گیری یکی از آرام‌ترین فصل‌های این باشگاه در سال‌های گذشته لیگ دسته اول کرواسی شد.
بلافاصله پس از اتمام نقش موفق خود به عنوان مربی Istra 1961، در ژوئن ۲۰۱۷ به پیشنهاد مربیگری باشگاه لیگ دسته اولی Zhejiang Yiteng FC، پاسخ مثبت داد. او پس از اطمینان از ماندن در این لیگ، در ۳۱ دسامبر از این باشگاه جدا شد.
وی در اکتبر ۲۰۱۸، به عنوان دستیار اسلاون بیلیچ، مشهورترین مربی فوتبال کروات، به الاتحاد پیوست.
وی دستیار دراگان اسکوچیچ در تیم ملی فوتبال ایران بود که در زمان صعود تیم ملی ایران به جام‌جهانی در این تیم حضور داشت اما در آستانه جام‌جهانی ۲۰۲۲ قطر همراه با دراگان اسکوچیچ از کار برکنار شد. وی در حال حاضر سرمربی تیم استوا بخارست رومانی می‌باشد.

## افتخارات

### سرمربی
دینامو زاگرب
- جام کرواسی: ۲۰۱۰–۱۱
- لیگ فوتبال کرواسی: ۲۰۱۰–۱۱